# P. J. 필리터

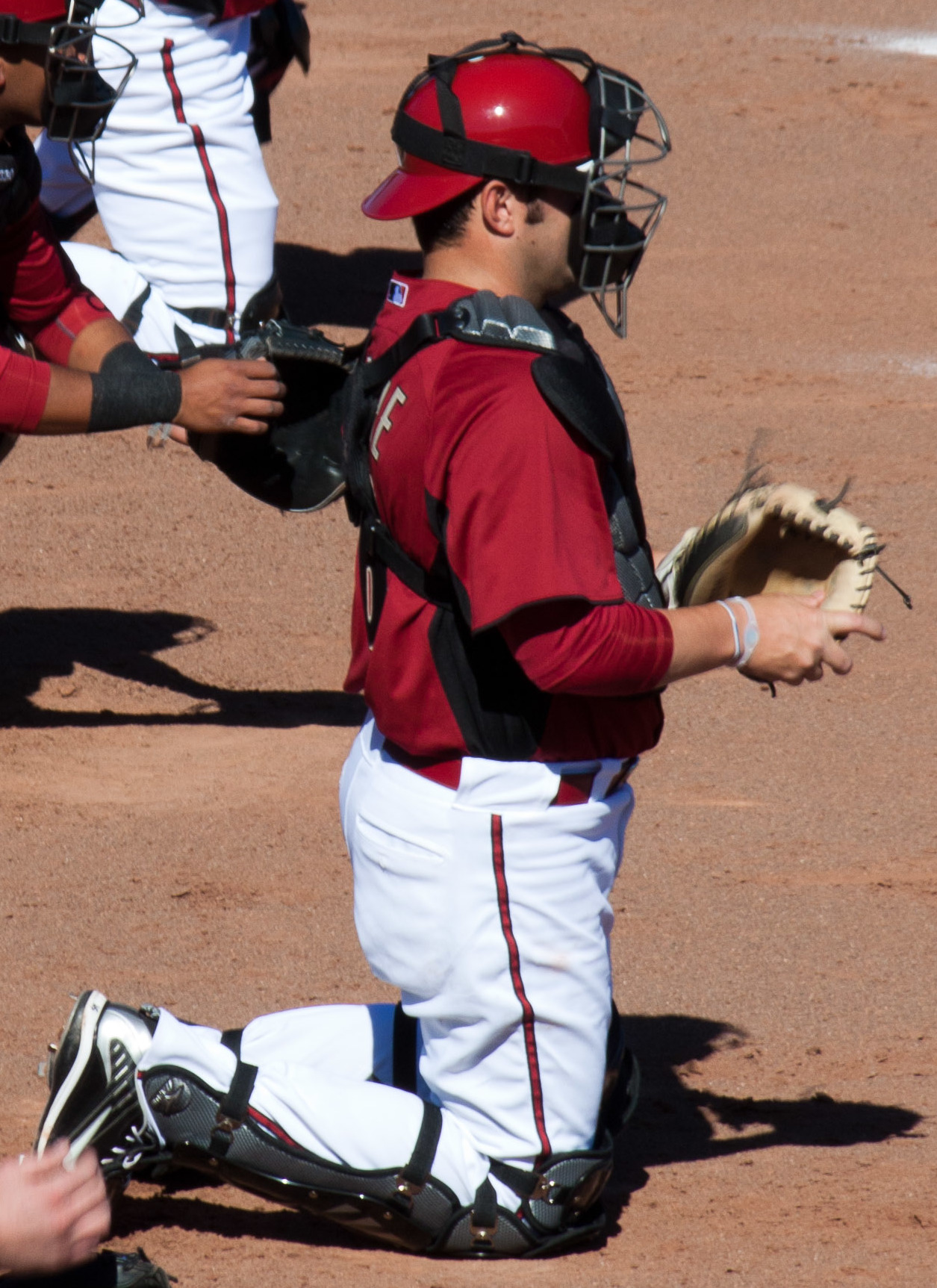
2011년 애리조나 다이아몬드백스 소속으로 하계 훈련을 받고있는 필리터

P. J. 필리터(P. J. Pilittere, 본명: 피터 존 필리터, Peter John Pilittere, 1981년 11월 23일 ~ )는 메이저 리그 베이스볼(MLB) 콜로라도 로키스의 미국 프로 야구 코치이다. 이전에 뉴욕 양키스의 보조 타격 코치였다.

## 경력
필리터는 캘리포니아주 라푸엔테에 있는 비숍 아맛(Bishop Amat) 고등학교를 졸업했다. 2004년 대학 월드 시리즈 챔피언십 팀의 일원이었던 캘 스테이트 풀러턴 타이탄스(Cal State Fullerton Titans)에서 대학 야구를 하기 위해 캘리포니아 주립 대학교 풀러턴에 등록했다. 뉴욕 양키스는 2004년 메이저 리그 베이스볼 드래프트 13라운드에서 필리터를 선택했다. 2011년까지 양키스 소속으로 뛰다가 8시즌 동안 470경기에 출전한 뒤 은퇴했다.
2012년 필리터는 걸프 코스트 양키스(Gulf Coast Yankees)의 코치가 되었다. 양키스는 그를 2013년 시즌, 클래스 A-어드밴스드의 탬파 양키스와 함께한 2014년 시즌, 트렌턴 썬더와 함께 클래스 AA 이스턴 리그 소속의 2015년과 2016시즌 동안 클래스 A 남 대서양 리그의 찰스턴 리버독스의 타격 코치로 활동하도록 그를 승격시켰다. 2017년에 클래스 AAA 국제 리그의 스크랜턴/윌크스-배러 레일라이더스(Scranton/Wilkes-Barre RailRiders)에서 코치를 맡았다.
2018년 시즌 이전에 양키스는 필리터를 메이저 리그 수준의 보조 타격 코치로 임명했다. 양키스는 2021년 시즌 이후 필리터레를 유지하지 않기로 결정했고, 콜로라도 로키스는 2021년 12월 14일 그를 보조 타격코치로 고용했다.